# Ahmose-Sitkamose
Ahmose-Sitkamose of Sitkamose was een oud-Egyptische prinses en later koningin uit de 17e dynastie vroeg 18e dynastie die naast Ahmose I heerste in het Nieuwe Rijk. Op basis van haar naam mag men aannemen dat zij de dochter was van Kamose.
Zij huwde waarschijnlijk Ahmose I, die haar oom was of mogelijk een neef, gezien haar titels van koninklijke vrouwe zowel als koninklijke dochter en koninklijke zuster.
De mummie van Sitkamose werd in 1881 ontdekt in de Deir el-Bahari cache. Hij zat in de kist van een man genaamd Pediamun die tijdens de 21e dynastie van Egypte geleefd had. Haar mummie werd afgewikkeld door Gaston Maspero op 19 juni, 1886. Sitkamose bleek ongeveer dertig toen zij stierf. Grafton Eliot Smith beschreef haar als een sterk gebouwde, bijna mannelijke vrouw. De mummie was beschadigd door grafrovers.

## Titels
Sitkamose droeg de titels:
- Koninklijke vrouwe
- Koninklijke dochter
- Koninklijke zuster
- Godsvrouw van Amon (waarschijnlijk postuum)
- Grote koninklijke vrouwe